# BH Stone Rock Garagem Festival

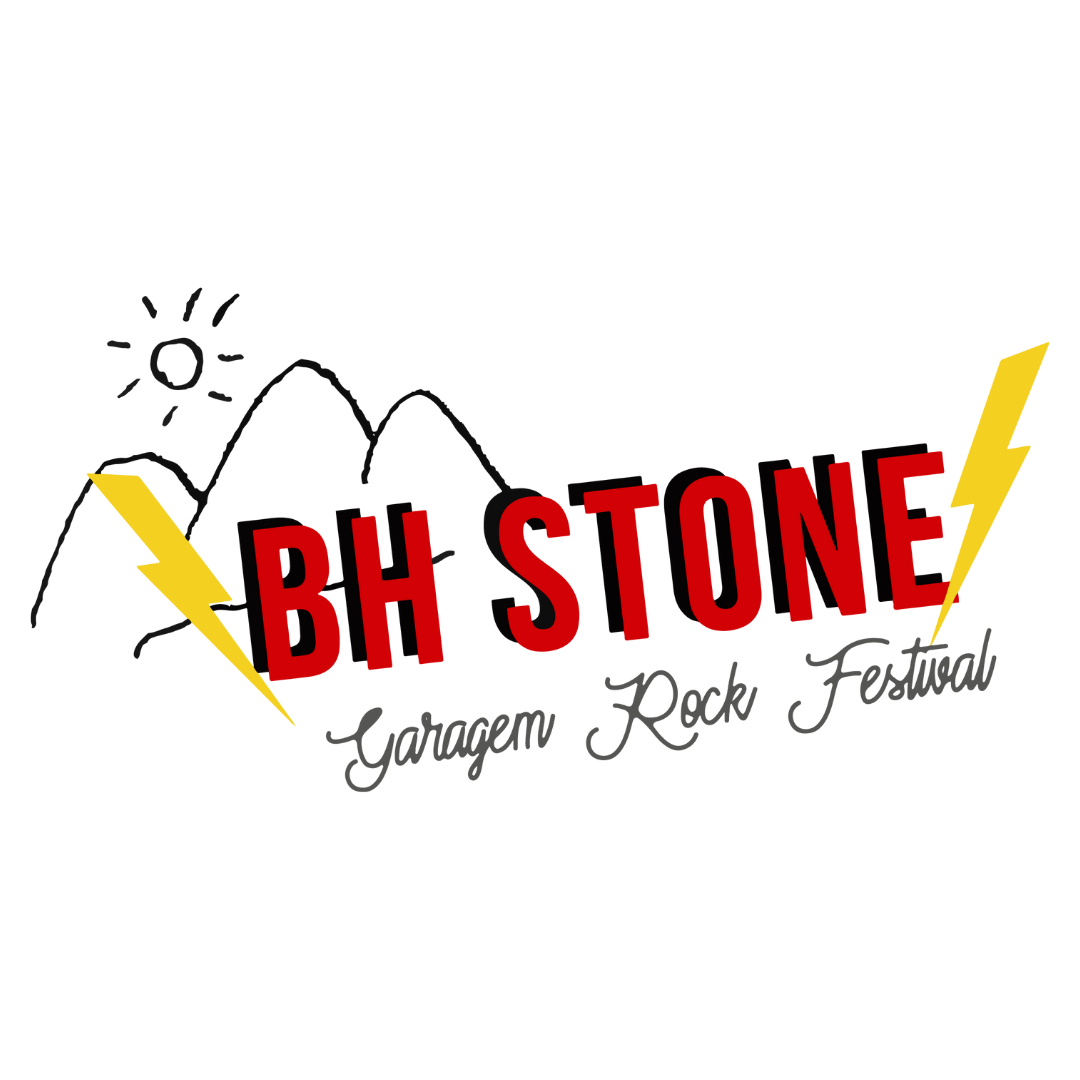
Logo do Festival

BH Stone Rock Garagem Festival é o primeiro festival de rock de garagem de Belo Horizonte. O festival é gratuito e promove em todos os fins de semana durante um mês shows de bandas locais nas 9 regionais da cidade. O objetivo do festival é dar visibilidade à produção independente de rock autoral ou cover da capital, fomentando o rock mineiro.
Idealizado por Azula Queen, proponente, produtora executiva e apresentadora oficial do BH Stone, o projeto é totalmente organizado uma por equipe de profissionais mulheres, e traz a inclusão socioterritorial, de gênero e racial como pilar do festival. O projeto é realizado através de verbas públicas, por meio de leis de incentivo à cultura, tendo o apoio da Prefeitura Municipal de Belo Horizonte.

## Primeira edição
A primeira edição do BH Stone Rock Garagem Festival foi em junho de 2019. No edital de estreia do festival, foram inscritas 150 bandas de Belo Horizonte e região metropolitana. Em uma segunda etapa, o BH Stone abriu inscrições para bandas de todo o Brasil, sendo que o festival recebeu 7 cidades em sua primeira edição.
A programação, de 9 dias, recebeu 54 bandas que tocaram nos centros culturais municipais da cidade. O festival contou com um palco ecológico com bambu, madeira reutilizada, pneu e outros materiais, além de arrecadar e doar 500kg de alimentos. Além disso, o BH Stone realizou uma mostra competitiva, na qual os 5 ganhadores da categoria Música Autoral tocaram na Virada Cultural de 2019 de Belo Horizonte.

## Segunda edição
A segunda edição do BH Stone está confirmada para junho de 2022 e vem acompanhada de um projeto de mapeamento da cena do rock independente da cidade. Buscando apoiar o fomento de futuras políticas públicas culturais, o BH Stone lançou o Mapa das Bandas de Garagem de Belo Horizonte - Rock Boca a Boca. O objetivo do projeto é registrar todas as bandas que passaram por Belo Horizonte, dimensionando a cena do rock independente da cidade. Esse instrumento info-cartográfico será um site público, em que cada banda e artista pode deixar registrada sua trajetória na história do rock da cidade, incluindo variáveis de localização regional, estilo musical, formação, trabalho autoral ou cover e se a banda está aposentada ou ainda atuando. As inscrições são realizadas por meio de formulário disponível no site oficial do BH Stone.